# Langfjordjøkelen
Langfjordjøkelen (nordsamisk: Bártnatvuonjiehkki) er en gletsjer i området mellem Loppa 
og Kvænangen kommuner i  Troms og Finnmark fylke i Norge.
Den har et areal på 7,49 km² og er den 34. største isbræ i Norge, og den tredje største i både Finnmark og Troms. Den ligger vest for Langfjorden, som den er opkaldt efter. 
Det højeste punkt på bræen er 1.045 meter over havet som er det niende højeste punkt i Finnmark.  Bræen har mistet en tredjedel af sit areal i perioden fra  1960'erne til 2016. I 2016 trak den sig  96 meter tilbage.